# Herendi Gábor
Herendi Gábor (Budapest, 1960. december 2.) Balázs Béla-díjas magyar filmrendező, filmproducer és forgatókönyvíró.

## Életpályája
1984-ben szerzett diplomát a Semmelweis Egyetem Fogorvostudományi Karán. Egyetemi évei alatt már amatőr filmesként dolgozott. 1985–1991 között a Semmelweis Egyetem Fogpótlástan Klinikáján volt tanársegéd. 
1991-től feladva fogorvosi hivatását a BBDO Budapest reklámügynökség kreatív igazgatója lett. 1993–1995 között az Akció Reklámügynökség kreatív igazgatója. 1994-ben megalapította saját filmgyártó cégét Skyfilm Stúdió néven. 1996 óta szabadúszó reklámfilmrendező. 2001-ben rendezte meg első nagyjátékfilmjét Valami Amerika, ami közel 600 ezer nézőjével az év legnézettebb filmje lett. Ő rendezte a nagy sikerű Kincsem című 2017-es filmet is.
Házastársa Herendi-Mihók Ildikó, egy fia és egy lánya van, Máté és Rozi.

## Filmográfia

### Film
| Év   | Cím                    | Feladatkör | Feladatkör | Feladatkör | Megjegyzések                                   |
| Év   | Cím                    | Rendező    | Író        | Producer   | Megjegyzések                                   |
| ---- | ---------------------- | ---------- | ---------- | ---------- | ---------------------------------------------- |
| 2002 | Valami Amerika         | Igen       | Igen       | Igen       | színész                                        |
| 2003 | Kontroll               | Nem        | Nem        | Nem        | - színész - (mentős – stáblistán nem szerepel) |
| 2004 | Magyar vándor          | Igen       | Nem        | Igen       |                                                |
| 2007 | Lora                   | Igen       | Igen       | Igen       |                                                |
| 2008 | Valami Amerika 2.      | Igen       | Igen       | Igen       |                                                |
| 2008 | Fordítva               | Nem        | Nem        | Igen       | rövidfilm                                      |
| 2009 | Poligamy               | Nem        | Nem        | Igen       |                                                |
| 2009 | Szobafogság (Pinprick) | Nem        | Nem        | Igen       |                                                |
| 2017 | Kincsem                | Igen       | Igen       | Igen       |                                                |
| 2018 | Valami Amerika 3.      | Igen       | Igen       | Igen       |                                                |
| 2021 | Toxikoma               | Igen       | Nem        | Igen       |                                                |
| 2021 | Bűnös város            | Igen       | Igen       | Igen       | rövidfilm                                      |
| 2024 | Futni mentem           | Igen       | Nem        | Igen       |                                                |
| 2025 | Szenvedélyes nők       | Igen       | Nem        | Igen       |                                                |

### Televízió
| Év        | Cím                        | Feladatkör | Feladatkör | Feladatkör | Megjegyzések       |
| Év        | Cím                        | Rendező    | Író        | Producer   | Megjegyzések       |
| --------- | -------------------------- | ---------- | ---------- | ---------- | ------------------ |
| 2002      | Szeret, nem szeret         | Igen       | Nem        | Igen       |                    |
| 2002–2003 | Tea                        | Igen       | Nem        | Igen       |                    |
| 2011      | Társas játék               | Igen       | Nem        | Nem        | színész (1 epizód) |
| 2011      | Válaszcsapás (Strike Back) | Nem        | Nem        | Nem        | színész (1 epizód) |
| 2019      | Ízig-vérig                 | Igen       | Nem        | Nem        |                    |
| 2022      | Brigi és Brúnó             | Igen       | Nem        | Igen       |                    |
| 2023      | Valami Amerika             | Igen       | Nem        | Igen       |                    |

### Videóklipek
- Hevesi Tamás – "Ezt egy életen át kell játszani" (1994)

## Díjai
- Cinema magazin Jupiter-díj (1995) [forrás?]
- Magyar Filmkritikusok Díja – különdíj (2003)
- Balázs Béla-díj (2009)
- Arany Medál díj – Az év filmrendezője (2018, 2021)[2][3]